# كنثار

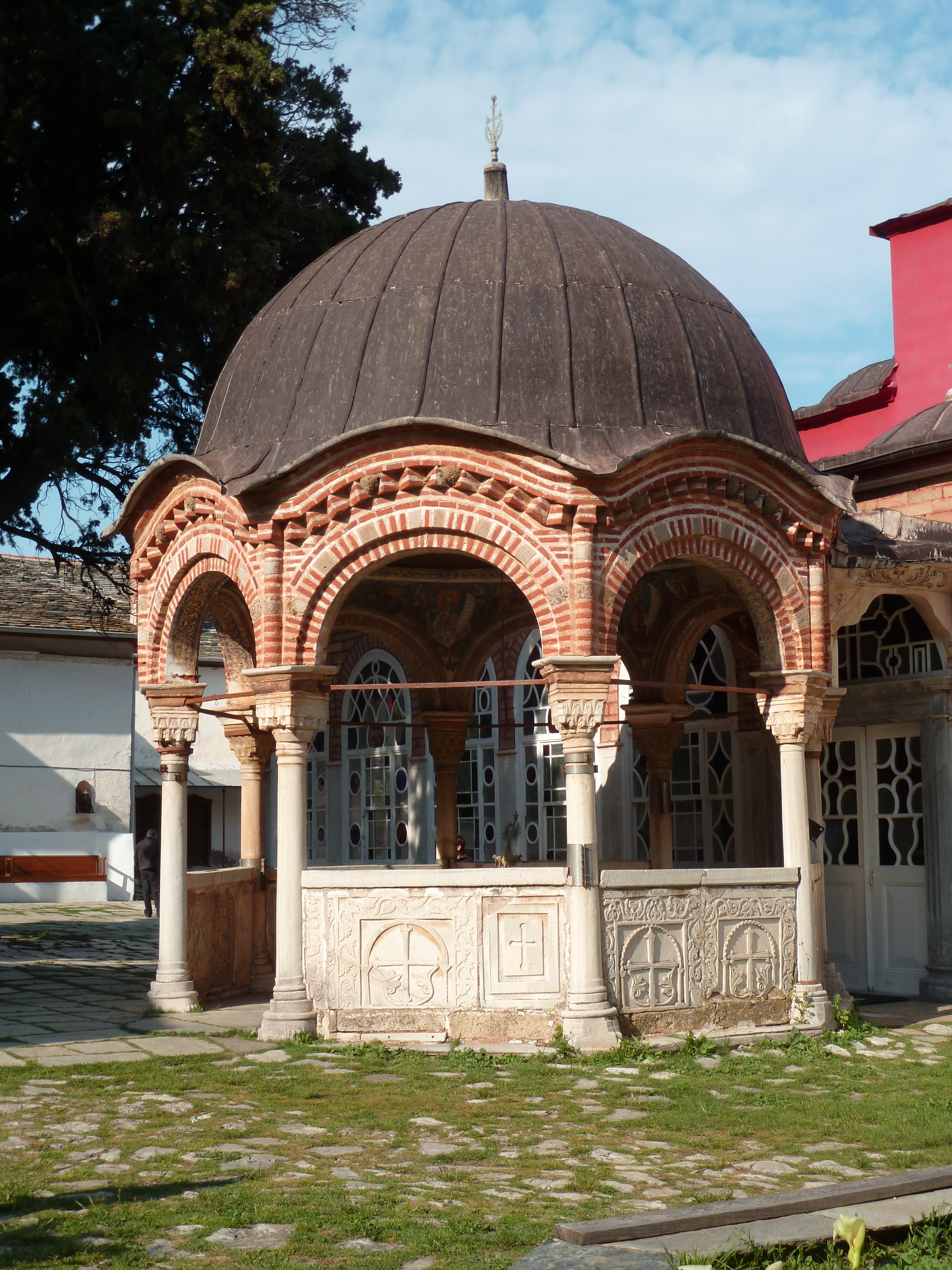
كَنثار دير لافرا الكبير في اليونان.

الكنثار هو ينبوع ماء يستخدمه المسيحيون للوضوء قبل دخول الكنيسة. وتشمل طقوس الوضوء غسل كل من اليدين والوجه والقدمين.
في زمن ترتليان، أحد آباء الكنيسة الأوائل، كان من المُعتاد أن يغسل المسيحيون أيديهم (باللاتينيَّة: manulavium، نقحرة: مانولافيوم) ووجههم (باللاتينيَّة: capitilavium، نقحرة: كابيتيلافيوم) وأقدامهم (باللاتينيَّة: pedilavium، نقحرة: بيدلافيوم) قبل الصلاة أو الدخول إلى الكنيسة، وكذلك قبل تلقي القربان. وهكذا بُنيت الكنائس منذ عهد قسطنطين العظيم مع ردهة تضم نافورة الكَنثار حيث يغسل المسيحيون أيديهم ووجوههم وأقدامهم قبل دخول الكنيسة. ممارسة الوضوء قبل الصلاة والعبادة في المسيحية ترمز إلى «الانفصال عن خطايا الروح والاستسلام للرب» وفقاً لتعاليم الكنيسة. سجلّ المؤرخ الكنسي يوسابيوس القيصري هذه الممارسة للكَنثار الواقعة في باحات الكنائس، حيث يغتسل المؤمنون قبل دخولهم دار العبادة المسيحية.
تعود أصول هذه الممارسة إلى الممارسة اليهودية للوضوء قبل الدخول في حضرة الله المذكورة في سفر الخروج، حيث كان على هارون وأبناؤه أن يغتسلوا قبل الاقتراب من المذبح. وهنا يتم استخدام الماء كرمز للطهارة والكفارة. على الرغم من أن الكَنثار لم تعد منتشرة في الكنائس المسيحية الغربية، إلا أنها موجودة في الكنائس المسيحية الشرقية والمشرقيَّة، في العديد من الكنائس الأرثوذكسية اليوم، يخلع المصلون أحذيتهم ويغسلون أقدامهم قبل دخول الكنيسة كما يفعل المسلمون قبل دخول المسجد.
الكَنثار هو ينبوع يستخدمه المسيحيون للوضوء قبل دخول الكنيسة. وتشمل طقوس الوضوء غسل كل من اليدين والوجه والقدمين. ويقع الكَنثار تقليدياً في الجزء الخارجي من الكنيسة. ويجب أن تكون المياه المنبعثة من الكَنثار مياهًا جارية. وكانت هذه الممارسة جزءًا من حياة الكنيسة الأولى، لدرجة أنه في الفترة التي تلت قسطنطين، أصبحت «الكَنثار»، أو نافورة المياه، عنصرًا أساسيًا إلى مجاز الكنيسة للسماح للمؤمنين بتطهير أنفسهم قبل الدخول في «محضر الله» بحسب المعتقدات المسيحيَّة.